# Chavarriella psittacina
Chavarriella psittacina là một loài bướm đêm trong họ Geometridae.